# Zapasy na Letnich Igrzyskach Olimpijskich 1976 – kategoria do 68 kg w stylu wolnym
Zmagania mężczyzn w wadze 68 kg to jedna z dziesięciu męskich konkurencji w zapasach w stylu wolnym rozgrywanych podczas Letnich Igrzysk Olimpijskich 1976. Pojedynki w tej kategorii wagowej odbyły się w dniach 27 – 31 lipca.

## Klasyfikacja[2]
| Pozycja | Nazwisko               | Kraj                                 |
| ------- | ---------------------- | ------------------------------------ |
| 1       | Pawieł Pinigin         | ZSRR                                 |
| 2       | Butch Keaser           | Stany Zjednoczone                    |
| 3       | Yasaburō Sugawara      | Japonia                              |
| 4       | Donczo Żekow           | Bułgaria                             |
| 5       | José Ramos             | Kuba                                 |
| 6       | Cedendambyn Nacagdordż | Mongolia                             |
| 7       | Rami Miron             | Izrael                               |
| 8       | Eberhard Probst        | NRD                                  |
| 9       | János Kocsis           | Węgry                                |
| 10      | Zsigmond Kelevitz      | Australia                            |
| .       | Mohammad Reza Nawaji   | Iran                                 |
| 12      | Gerhard Weisenberger   | RFN                                  |
| 13      | Go Jin-won             | Korea Południowa                     |
| 14      | Rafael González        | Portoryko                            |
| 15      | Sergio Fiszman         | Argentyna                            |
| .       | Joe Gilligan           | Wielka Brytania                      |
| 17      | Lennart Lundell        | Szwecja                              |
| 18      | Mehmet Sarı            | Turcja                               |
| 19      | Clive Llewellyn        | Kanada                               |
| .       | Shaban Sejdiu          | Jugosławia                           |
| 21      | Kari Övermark          | Finlandia                            |
| 22      | Ronald Joseph          | Wyspy Dziewicze Stanów Zjednoczonych |
| .       | Segundo Olmedo         | Panama                               |
| .       | Arona Mané             | Senegal                              |

## Zasady
Przyjęto zasadę punktów karnych, gdzie zdobycie sześciu punktów lub więcej eliminowało zawodnika z turnieju. Kolejność miejsc medalowych ustalona została w specjalnej rundzie finałowej, z udziałem trzech zawodników z najmniejszą liczbą takich punktów.
- TF — Łopatki
- DQ — Dyskwalifikacja za pasywność
- TPP — Punkty karne razem
- MPP — Punkty karne pojedynku

## Punktacja
- 0 — Wygrana na łopatki, przewagę techinczną, pasywność, kontuzję
- 0.5 — Wygrana na punkty  (8-11 punktów różnicy)
- 1 — Wygrana na punkty  (1-7 punktów różnicy)
- 2 — Dyskwalifikacja za pasywność, zwycięzca również był pasywny
- 3 — Przegrana na punkty (1-7 punktów różnicy)
- 3.5 — Przegrana na punkty (8-11 punktów różnicy)
- 4 — Przegrana na łopatki, przewagę techiczną, pasywność, kontuzję

## Wyniki[3]

### Pierwsza runda
| TPP | MPP |                        | Wynik\|Czas |                      | MPP | TPP |
| --- | --- | ---------------------- | ----------- | -------------------- | --- | --- |
| 0   | 0   | Cedendambyn Nacagdordż | 21 - 6      | Zsigmond Kelevitz    | 4   | 4   |
| 4   | 4   | Segundo Olmedo         | TF / 2:43   | Go Jin-won           | 0   | 0   |
| 3   | 3   | Rafael González        | 13 - 16     | Lennart Lundell      | 1   | 1   |
| 4   | 4   | Ronald Joseph          | TF / 2:09   | Rami Miron           | 0   | 0   |
| 1   | 1   | Donczo Żekow           | 9 - 4       | János Kocsis         | 3   | 3   |
| 0   | 0   | José Ramos             | TF / 7:79   | Clive Llewellyn      | 4   | 4   |
| 0   | 0   | Eberhard Probst        | TF / 1:32   | Arona Mané           | 4   | 4   |
| 0   | 0   | Joe Gilligan           | TF / 2:30   | Sergio Fiszman       | 4   | 4   |
| 4   | 4   | Gerhard Weisenberger   | 7 - 19      | Mohammad Reza Nawaji | 0   | 0   |
| 4   | 4   | Kari Övermark          | 4 - 20      | Butch Keaser         | 0   | 0   |
| 1   | 1   | Yasaburō Sugawara      | 8 - 7       | Mehmet Sarı          | 3   | 3   |
| 3   | 3   | Shaban Sejdiu          | 3 - 8       | Pawieł Pinigin       | 1   | 1   |

### Druga runda
| TPP | MPP |                        | Wynik\|Czas |                 | MPP | TPP |
| --- | --- | ---------------------- | ----------- | --------------- | --- | --- |
| 0   | 0   | Cedendambyn Nacagdordż | 19 - 4      | Segundo Olmedo  | 4   | 8   |
| 5   | 1   | Zsigmond Kelevitz      | 11 - 8      | Go Jin-won      | 3   | 3   |
| 3   | 0   | Rafael González        | TF / 2:08   | Ronald Joseph   | 4   | 8   |
| 5   | 4   | Lennart Lundell        | 3 - 16      | Rami Miron      | 0   | 0   |
| 4   | 3   | Donczo Żekow           | 4 - 9       | José Ramos      | 1   | 1   |
| 4   | 1   | János Kocsis           | 7 - 5       | Clive Llewellyn | 3   | 7   |
| 0   | 0   | Eberhard Probst        | TF / 4:51   | Joe Gilligan    | 4   | 4   |
| 8   | 4   | Arona Mané             | TF / 4:49   | Sergio Fiszman  | 0   | 4   |
| 4.5 | 0.5 | Gerhard Weisenberger   | 24 - 14     | Kari Övermark   | 3.5 | 8.5 |
| 4   | 4   | Mohammad Reza Nawaji   | TF / 6:40   | Butch Keaser    | 0   | 0   |
| 1   | 0   | Yasaburō Sugawara      | TF / 2:31   | Shaban Sejdiu   | 4   | 7   |
| 6   | 3   | Mehmet Sarı            | 3 - 10      | Pawieł Pinigin  | 1   | 2   |

### Trzecia runda
| TPP | MPP |                        | Wynik\|Czas |                      | MPP | TPP |
| --- | --- | ---------------------- | ----------- | -------------------- | --- | --- |
| 1   | 1   | Cedendambyn Nacagdordż | 9 - 6       | Go Jin-won           | 3   | 6   |
| 5   | 0   | Zsigmond Kelevitz      | TF / 1:48   | Rafael González      | 4   | 7   |
| 9   | 4   | Lennart Lundell        | 3 - 17      | Donczo Żekow         | 0   | 4   |
| 4   | 4   | Rami Miron             | DQ / 7:42   | János Kocsis         | 0   | 4   |
| 2   | 1   | José Ramos             | 10 - 8      | Eberhard Probst      | 3   | 3   |
| 8   | 4   | Joe Gilligan           | TF / 5:56   | Gerhard Weisenberger | 0   | 4.5 |
| 8   | 4   | Sergio Fiszman         | TF / 4:44   | Mohammad Reza Nawaji | 0   | 4   |
| 0   | 0   | Butch Keaser           | DQ / 4:21   | Yasaburō Sugawara    | 4   | 5   |
| 2   |     | Pawieł Pinigin         |             | Bez walki            |     |     |

### Czwarta runda
| TPP | MPP |                      | Wynik\|Czas |                        | MPP | TPP |
| --- | --- | -------------------- | ----------- | ---------------------- | --- | --- |
| 3   | 1   | Pawieł Pinigin       | 4 - 3       | Cedendambyn Nacagdordż | 3   | 4   |
| 8   | 3   | Zsigmond Kelevitz    | 4 - 7       | Rami Miron             | 1   | 5   |
| 4.5 | 0.5 | Donczo Żekow         | 13 - 5      | Eberhard Probst        | 3.5 | 6.5 |
| 7   | 3   | János Kocsis         | 3 - 8       | José Ramos             | 1   | 3   |
| 8.5 | 4   | Gerhard Weisenberger | TF / 1:55   | Butch Keaser           | 0   | 0   |
| 8   | 4   | Mohammad Reza Nawaji | 1 - 16      | Yasaburō Sugawara      | 0   | 5   |

### Piąta runda
| TPP | MPP |                        | Wynik\|Czas |              | MPP | TPP |
| --- | --- | ---------------------- | ----------- | ------------ | --- | --- |
| 3   | 0   | Pawieł Pinigin         | DQ / 7:06   | Rami Miron   | 4   | 9   |
| 7   | 3   | Cedendambyn Nacagdordż | 7 - 7       | Donczo Żekow | 1   | 5.5 |
| 7   | 4   | José Ramos             | DQ / 7:47   | Butch Keaser | 0   | 0   |
| 5   |     | Yasaburō Sugawara      |             | Bez walki    |     |     |

### Szósta Runda
| TPP | MPP |                   | Wynik\|Czas |                | MPP | TPP |
| --- | --- | ----------------- | ----------- | -------------- | --- | --- |
| 6   | 1   | Yasaburō Sugawara | 5 - 5       | Pawieł Pinigin | 3   | 6   |
| 8.5 | 3   | Donczo Żekow      | 5 - 9       | Butch Keaser   | 1   | 1   |

### Runda finałowa
Zaliczone pojedynki z wcześniejszych rund
| TPP | MPP |                   | Wynik\|Czas |                   | MPP | TPP |
| --- | --- | ----------------- | ----------- | ----------------- | --- | --- |
|     | 0   | Butch Keaser      | DQ / 4:21   | Yasaburō Sugawara | 4   |     |
| 5   | 1   | Yasaburō Sugawara | 5 - 5       | Pawieł Pinigin    | 3   |     |
| 3.5 | 0.5 | Pawieł Pinigin    | 12 - 1      | Butch Keaser      | 3.5 | 3.5 |